# Ctenodactylitae
Los ctenodactílitos (Ctenodactylitae) son una supertribu de coleópteros adéfagos  perteneciente a la familia Carabidae. 

## Tribus
Tiene las siguientes tribus:
- Ctenodactylini -
- Hexagoniini